# Canadian Airborne Regiment
Il Canadian Airborne Regiment (Regiment Aéroporté Canadienne in francese) è stato un reggimento di paracadutisti e forze speciali dell'esercito canadese. Fu attivo tra il 1968 ed il 1995 ed era inserito nel Royal Canadian Infantry Corps.
Era considerato l'erede di alcune unità di paracadutisti e commando canadesi: la First Special Service Force (reparto di forze speciali congiunto canadesi-statunitensi attivo durante la seconda guerra mondiale), del 1º Battaglione paracadutisti canadese (1942 - 1945) e della Compagnia SAS Canadese (1948 - 1950).
Istituito nel 1968 con compiti di ricognizione speciale, forza di reazione rapida ed unità di salvataggio, aveva un organico di circa 600 soldati. Nel 1970 il parlamento canadese, in relazione alla crisi terroristica in Québec, autorizzò l'intervento delle forze armate canadesi, inclusi i paracadutisti, per operazioni di supporto alle forze di polizia locali; nel giro di pochi mesi l'emergenza rientrò. Nei successivi anni il Reggimento fu impegnato in missioni umanitarie sotto l'egida delle Nazioni Unite a Cipro, Somalia e Ruanda.
Il Reggimento ebbe diversi encomi e numerosi membri ricevettero medaglie al valore. Tuttavia negli anni 1990 un dossier giornalistico canadese fece emergere uno scandalo: diversi paracadutisti, durante la missione in Somalia, si resero responsabili di crimini quali la tortura e l'omicidio. Il caso suscitò grande scandalo in Canada, spingendo alla fine il governo a prendere la controversa decisione di sciogliere il Reggimento nel 1995.
Per ovviare a tale perdita furono istituiti tre battaglioni di paracadutisti: il 3º Battaglione del Royal Canadian Regiment, il 3º Battaglione del Royal 22e Régiment ed il 3º Battaglione del Princess Patricia's Canadian Light Infantry. Nel 2006 l'esercito canadese costituì un nuovo reparto di forze speciali: il Canadian Special Operations Regiment.